# El triunfo de César
El triunfo de César (título original en inglés, The Triumph of Caesar) es una novela histórica obra del autor estadounidense Steven Saylor, publicada por primera vez por St. Martin's Minotaur en 2008. Es el duodécimo libro en su serie Roma Sub Rosa de historias de misterio, ambientada en las décadas finales de la República romana. El personaje principal es el detective romano Gordiano el Sabueso.

## Sinopsis
Estamos en el año 46 a. C. Tras haber vencido en la guerra civil, Julio César es dueño de Roma. Gordiano el Sabueso y su familia regresan a casa después de su estancia en Egipto. Reciben malas noticias: Hieronymus, amigo de Gordiano, que sobrevivió a un sacrificio humano en El cerco de Massilia) ha sido asesinado. La esposa de César, Calpurnia, quien se ha vuelto más supersticiosa y paranoica cada día que pasa, cree que hay un complot para asesinar a su esposo. En ausencia de Gordiano, contrató a Hieronymus para que lo investigara, y ahora su asesinato da más verosimilitud a la amenaza. Calpurnia está preocupadísima, puesto que su información indica que el posible asesino planea que César muera en las celebraciones de sus triunfos.
Cada día que pasa de los triunfos, Gordiano no tiene mejor plan que seguir los pasos de Hieronymus, entrevistando a todos aquellos con los que habló su amigo los últimos días de su vida. Mientras lo hace, Gordiano es cada vez más consciente de cuánta gente tiene razones para querer ver muerto a César:
- Marco Antonio: en el pasado fue la mano derecha de César en la guerra de las Galias, pero ahora ha quedado relegado, viviendo prácticamente en arresto domiciliario después de algunas acciones cuestionables como prefecto de Roma en ausencia de César;
- Cicerón: el último de los enemigos políticos de César en el Senado romano, Cicerón ha sido humillado por César tanto en la política como en la guerra;
- Cleopatra: la reina de Egipto y amante de César, que intentalegitimar a su hijo Cesarión como heredero de César y se ve frustrada por su rechazo a reconocer públicamente al niño como hijo suyo;
- Vercingétorix y Arsínoe IV: el antiguo líder de los galos y la hermana de Cleopatra, respectivamente, cuya ejecución pública está preparada durante la celebración de los triunfos.

Mientras que todas estas personas parecen tener un móvil para conjurarse contra César, pocos parecen sentirse inclinados a ello (por ejemplo, Marco Antonio parece preferir pasar los días en orgías, y Cicerón está dedicado en cuerpo y alma a su joven esposa, Publilia) y aquellos que sí estarían inclinados a matarlo (como Vercingétorix o Arsínoe) no tienen capacidad para hacerlo, siendo como son prisioneros. 
Durante el triunfo, Gordiano y su familia están entre el público, cuando su hijo adoptivo Rupa, de mente bastante simple, interviene haciendo que la multitud pida el perdón para Arsínoe. No ocurre lo mismo con Vercingétorix.
Cuando llega el día del último triunfo, Gordiano confía en que no ocurra nada, pero sigue pensando en el misterio de la muerte de Hieronymus. Por la tarde, cuando él y su familia están en una ceremonia para consagrar el templo de Venus Genetrix e inaugurar su nuevo calendario, Gordiano sufre una alucinación, creyendo ver el fantasma de Hieronymus frente a él, diciéndole que ha llegado a la raíz de quién quiere matar a César.
De repente, Gordiano se da cuenta de quién es el asesino, el tío de Calpurnia, Gneo Calpurnio, descendiente del rey Numa Pompilio, y sacerdote. El rey Numa dio a los romanos el calendario que usaban hasta entonces, que va a ser sustituido por el nuevo de César, más preciso, y de inspiración egipcia, lo cual considera un sacrilegio. Al darse cuenta de ello, Gordiano interviene para impedir el asesinato. César parece no ser consciente de lo cerca que estuvo de la muerte.
Después del triunfo, el tío de Calpurnia muere y cuando Gordiano se pone en comunicación con Calpurnia, se da cuenta de que su ansiedad y paranoia no han disminuido, sino que parece aún más convencida de que César morirá pronto. Gordiano, viendo cuántos enemigos ha hecho César en su carrera, en privado se reafirma en su resolución de distanciarse, él y su familia, de César, tanto como sea posible.

## Temas
La novela crea una irónica yuxtaposición entre los logros de César. Al tiempo que entrevista a los sospechosos, Gordiano reflexiona sobre cuánta gente ha matado César durante sus campañas como general, cuántos amargos enemigos políticos se ha creado, y cuántas personas se oponen a él como dictador. En cambio, los motivos de Gneo Calpurnio, resentimiento sobre el reemplazo del antiguo calendario romano, le parece a Gordiano una razón ridícula para cometer un asesinato. Aun así, desde el punto de vista histórico, el calendario juliano es sin duda alguna el más amplio y perdurable de sus logros, mucho más significativo que sus campañas políticas o militares.